# جيرالد غارسيا
جيرالد غارسيا (بالإنجليزية: Gerald Garcia)‏ هو ملحن بريطاني، ولد في 1949.

## وصلات خارجية
- جيرالد غارسيا على موقع ميوزك برينز (الإنجليزية)
- جيرالد غارسيا على موقع أول ميوزيك (الإنجليزية)
- جيرالد غارسيا على موقع ديسكوغز (الإنجليزية)